# Олександр IV
Олександр IV (лат. Alexander; бл.1199 — 25 травня 1261) — сто вісімдесятий папа Римський, понтифікат якого тривав з 12 грудня 1254 по 25 травня 1261 року.
З боку матері член сім'ї Конті, графів Сеньї, як і папи Іннокентій III та Григорій IX. Його дядько Григорій IX призначив його кардиналом-дияконом у 1227 та єпископом Остії у 1231 році. Після смерті Іннокентія IV обраний папою у Неаполі 12 грудня 1254 року.
Олександра IV описували як міцну, добродушну людину, проте не наділену великими здібностями. Спадкував Іннокентію IV як захисник Конрадіна, останнього з Гогенштауфенів, однак уже через два тижні організував змову та протистояв дядькові Конрадіна Манфредові. Папа громив партію Манфреда відлученнями, проте він зміг змусити королів Англії та Норвегії розпочати хрестовий похід проти Гогенштауфенів. Рим також став прихильником гібелінів, тому папа втік до Вітербо, де й помер. Його було поховано у кафедральному соборі у Вітербо, але могила була зруйнована під час будівельних робіт XVI століття.
Його правління відзначалось спробами до досягнення єдності між православною церквою та римо-католицькою церквою, запровадженням інквізиції у Франції, прихильністю до бідних орденів, спробами організувати хрестові походи проти татар після їхнього другого нападу на Польщу 1259 року.